# Bomba atomica da zaino

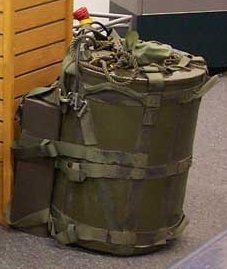
Contenitore da trasporto H-912 per la munizione SADM della Mk-54

Una bomba atomica da zaino o arma nucleare da valigetta (in inglese: backpack nuke oppure suitcase nuke o mini-nuke) è un'arma nucleare tattica che, utilizzando componenti miniaturizzati, potrebbe essere trasportata in un grosso zaino oppure in un trolley.

## Possibilità di occultamento
Nella progettazione di armi nucleari, vi è la necessità ottenere un compromesso tra la potenza, il peso e le dimensioni dell'arma. Un piccolo ordigno, con un'implosione di tipo lineare, di 13 cm di diametro e 62 cm di lunghezza (che potrebbe plausibilmente essere inserito in una grande borsa o in una normale valigia) ha, tuttavia, in base ai test effettuati, lo svantaggio di un peso di quasi 45 kg e di una resa massima di solo una frazione di kiloton (190 ton).
Come combustibile nucleare, uno dei vantaggi del plutonio è quello di non produrre raggi gamma (che sono rilevabili dal contatore Geiger), ma soltanto raggi alfa per decadimento alfa (che possono essere bloccati da un foglio di carta). Un decimetro cubo di plutonio pesa 22 kg e, per ottenere una efficiente esplosione atomica bastano 9 kg. Il principale problema ingegneristico sarebbe quello di contenere il volume e il peso dell'esplosivo, costituito da lenti esplosive ad alto potenziale, da cavi e detonatori e da eventuali inneschi, timer e dispositivi meccanico-elettrici di attivazione o disinnesco.

## Produzione

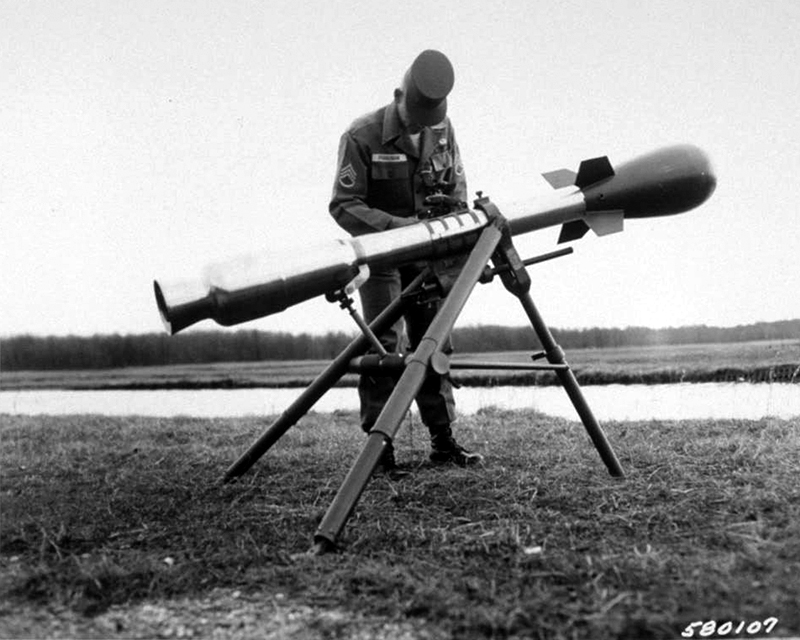
M-388 Davy Crockett

È stato finora documentato che soltanto due paesi avrebbero posseduto, e finanziato in modo adeguato, programmi per la costruzione di armi nucleari miniaturizzate: gli Stati Uniti d'America e l'Unione Sovietica. Tuttavia, sebbene abbiano ammesso di averne prodotte durante la Guerra Fredda, di dimensioni tali da essere portate in uno zaino, tali potenze non hanno mai confermato né l'esistenza né lo sviluppo di armi così piccole e compatte da poter essere contenute in una valigia di dimensioni normali o, addirittura, in una valigetta quarantottore.

### Armi nucleari a implosione lineare di uranio-235
Nella progettazione di armi nucleari di piccole dimensioni bisogna tenere conto di compromessi riguardanti le dimensioni, il peso, l'efficienza, la potenza finale, la radioattività propria dell'arma e quella residua dall'esplosione. Le più piccole bombe atomiche (con un diametro di 130 mm e una lunghezza di 620 mm) sono proiettili nucleari di artiglieria da 155 mm che utilizzano uranio 235 a implosione lineare (una tra le varie munizioni destinate al cannone semovente M109). Questi proiettili, che sono stati ampiamente testati, potrebbero effettivamente entrare in una valigia, ma presenterebbero inconvenienti in termini di peso e di potenza: il più leggero di essi pesa circa 45 kg ed ha una potenza esplosiva massima di circa 0,19 kt. La massima potenza espressa da proiettili (relativamente compatti) di artiglieria a implosione lineare di uranio era al di sotto dei 2 kilotoni (il proiettile di artiglieria W82-1 americano, con un peso di 43 kg, diametro di 15 cm e lunghezza di 86 cm, testato ma mai dispiegato).
Tali armi presentavano dei difetti: se potenziate dalla fusione nucleare, infatti, emettevano molti raggi gamma, duravano relativamente poco, erano inefficienti, poco potenti (1/10-1/100 della bomba atomica di Hiroshima, anche se potenziate grazie a riflettori di neutroni e a volte abbinate alla fusione nucleare del trizio) e rilasciavano molta radioattività nell'ambiente, dopo l'esplosione. Il motivo principale del loro ritiro fu dovuto al fatto che portavano ad un abbassamento della soglia nucleare, permettendo l'utilizzo dell'arma a unità militari di rango minore (comandate da generali di brigata e colonnelli). Inoltre nelle armi a implosione lineare di uranio si possono verificare più facilmente reazioni nucleari spontanee (per rottura della "canna" e penetrazione di acqua), ed è meno complicato aggirare i dispositivi di blocco del detonatore.

### W54
La più leggera testata nucleare costruita dagli U.S.A. è stata la W54, che veniva impiegata sia nella testata da 120 mm del razzo Davy Crockett, sia nella versione da zaino nota come la Mk-54 SADM (Special Atomic Demolition Munition). Il contenitore della sola testata era un cilindro di 28x41 cm che pesava 23 kg.
Fonti russe declassificate indicano che la più piccola arma miniaturizzata sovietica avrebbe avuto le dimensioni di "un piccolo frigorifero". In seguito al collasso dell'Unione Sovietica, questi dispositivi, secondo le dichiarazioni del generale sovietico Aleksandr Lebed', sarebbero stati assegnati al GRU e poi andati persi. Lebed, che lavorava col presidente della Russia Boris El'cin, espose al Congresso degli Stati Uniti d'America l'opinione che 132 bombe da valigetta prodotte dal KGB non fossero più rintracciabili.

## Armi nucleari portatili

### Armi portatili statunitensi
Non esiste alcuna informazione ufficiale riguardo all'esistenza di autentiche armi nucleari di dimensioni compatibili con una valigia o valigetta sia negli arsenali degli U.S.A. che dell'U.R.S.S.. Nella città di Washington, D.C., però, una compagnia costituita da ex-agenti di intelligence, il Center For Defense Information (CDI), ha dichiarato che il governo statunitense avrebbe prodotto, nei tardi anni settanta, ordigni nucleari che avrebbero potuto entrare in una valigia o in una valigetta. Lo stesso CDI ha inoltre dichiarato che sarebbero esistite fedeli riproduzioni di tali ordigni per l'addestramento, realizzate con finto materiale esplosivo e senza materiale fissile. Nascoste in valigette quarantottore, sarebbero state trasportate nei primi anni ottanta sui voli delle aerolinee interne.
Mentre la potenza esplosiva della W54 arrivava all'equivalente di 6 kiloton di TNT (circa il 30% della potenza della bomba di Hiroshima), il suo valore risiedeva nella possibilità di essere contrabbandata attraverso le frontiere nazionali, trasportata da mezzi ordinari, pubblici e privati, e posizionata nei pressi di bersagli selezionati.

### Atomiche portatili ex-sovietiche
Nel 1997, il consulenze della sicurezza nazionale russa Alexander Lebed rese dichiarazioni pubbliche riguardo al destino di alcune "bombe nucleari da zaino", in seguito alla dissoluzione dell'Unione Sovietica. In una intervista, rilasciata al programma televisivo della BBC 60 Minutes, Lebed affermava:
Immediatamente il governo russo diramò una smentita. Il Ministero per l'Energia Atomica della Russia arrivò al punto di mettere in dubbio che le armi nucleari da valigetta fossero mai state sviluppate dall'Unione Sovietica. Successive testimonianze ipotizzarono, invece, che le bombe "suitcase" fossero sotto il controllo del KGB e non dell'esercito o del ministero che, quindi, non sarebbero stati al corrente della loro esistenza. Il presidente russo Vladimir Putin, in un'intervista rilasciata a Barbara Walters nel 2001, dichiarò al riguardo quanto segue: «Io non credo realmente che questo sia vero. Sono soltanto leggende. Si può presupporre probabilmente che qualcuno abbia cercato di vendere alcuni segreti nucleari. Ma non esiste conferma documentaria di questi sviluppi».
Stanislav Lunev, una spia che abbandonò il GRU, ha confermato l'esistenza di questi ordigni russi, descrivendoli in dettaglio nel suo libro. Questi ordigni, "identificati come RA-115s (o RA-115-01s per quelli subacquei)" pesano da 50 a 60 libbre. Possono rimanere attivabili per molti anni se collegati a una fonte di elettricità (Il plutonio persiste per molti secoli). In caso di perdita dell'alimentazione elettrica, esiste una batteria d'emergenza. Se il sistema di batterie si scarica, la bomba ha un trasmettitore che invia un messaggio codificato, via satellite oppure direttamente alla postazione GRU nella più vicina ambasciata russa o consolato.” Secondo Lunev, il numero di ordigni nucleari "mancanti" (come denunciato da Lebed) "è quasi identico al numero di bersagli strategici sui quali queste bombe dovrebbero essere sganciate."
Lunev ipotizzava che le atomiche da valigetta potessero essere già state dispiegate dagli operativi del GRU nel territorio statunitense, in modo da assassinare i leader degli USA e di sopprimere tutta la catena di comando all'inizio di una guerra. Affermava che nascondigli con armi erano stati piazzati dal KGB in molti paesi in modo da poter condurre questi atti terroristici. Erano state protette dalla disattivazione grazie a dispositivi esplosivi "Lampo". Uno di questi nascondigli, che era stato localizzato da Vasili Mitrokhin nelle foreste nei pressi di Berna, sarebbe esploso quando le autorità svizzere avrebbero cercato di metterlo in sicurezza. Altri nascondigli sarebbero stati bonificati e chiusi con successo. Lunev affermò di aver cercato lui stesso potenziali nascondigli per queste armi nucleari portatili nell'area della valle dello Shenandoah e che "è sorprendentemente facile contrabbandare armi nucleari negli USA", sia attraverso il confine con il Messico, sia utilizzando un piccolo missile da trasporto stealth, che non è rilevato dai radar quando viene lanciato da un qualsiasi aeroplano. Il congressista Curt Weldon, pur tendendo a dar credito alle dichiarazioni di Lunev, precisò che questi aveva ingigantito i fatti, alla luce di quanto noto all'FBI. Furono condotte ricerche nelle aree identificate da Lunev, "ma gli ufficiali della legge non hanno mai trovato questi nascondigli di ordigni nucleari, nè contenenti armi nucleari, nè predisposti per la loro collocazione".

### Israele
È stato anche segnalato che Israele avrebbe prodotto testate nucleari abbastanza piccole da stare in una valigia.

### Ucraina
Secondo il Capo della Direzione principale dell'intelligence ucraina Kyrylo Budanov, nel 2023 alcuni mercenari della compagnia militare privata Wagner hanno tentato di accedere alla base militare russa Voronezh-45 (al cui interno si trovano presumibilmente alcuni ordigni atomici portatili) ma senza successo.

## Possibile utilizzo
Collocando una di queste piccole armi nucleari nei pressi di un aeroporto dove si trovasse l'Air Force One, le strutture aeroportuali e gli stessi aerei rimarrebbero irrimediabilmente danneggiati (con incendi dei depositi di carburante anche a km dall'epicentro), rendendo impossibile l'evacuazione del presidente.
Nascondendola all'interno o sul fondale di un porto militare, una bomba da 6 kilotoni causerebbe danni come quelli verificatisi nelle esplosioni "Able" e "Baker" dell'Operation Crossroads e irraggiamento del personale da 0,1 a 100 sievert entro 3 km dall'epicentro, con una mortalità del 50% delle persone esposte entro 5-30 giorni.

## Esempi nei media
Esempi di bombe miniaturizzate simili a quelle descritte si trovano in alcune serie televisive statunitensi come 24, in alcuni film (The Peacemaker, A Beautiful Mind e Quarto protocollo) o romanzi di fantapolitica quali Splinter Cell di Tom Clancy, The Novak Legacy di John Douglas-Gray o Wild Fire di Nelson DeMille.